# Cantonul Vence
Cantonul Vence este un canton din arondismentul Grasse, departamentul Alpes-Maritimes, regiunea Provence-Alpes-Côte d'Azur, Franța.

## Comune
- La Gaude
- Saint-Jeannet
- Vence (reședință)